# Republicanii radicali
Republicanii radicali au fost o facțiune politică⁠(d) din cadrul Partidului Republican, cu origini încă de la înființarea partidului în 1854 – cu aproximativ șase ani înainte de Războiul Civil – și care s-a manifestat până la Compromisul din 1877⁠(d), care a pus efectiv capăt Reconstrucției. Ei își spuneau „radicali” din cauza obiectivului lor de eradicare imediată, completă și permanentă a sclaviei în Statele Unite. Facțiunea radicală includea însă și curente foarte puternice de nativism⁠(d), anti-catolicism⁠(d) și susținători ai interzicerii băuturilor alcoolice. Aceste obiective politice și retorica în favoarea lor au îngreunat foarte mult sarcina Partidului Republican de a evita înstrăinarea unui număr mare de alegători americani de la etnie irlandeză⁠(d), germană⁠(d) și de alte etnii albe⁠(d). De fapt, chiar și liber-cugetătorii germano-americani și pașoptiștii care, ca și Hermann Raster⁠(d), simpatizau altfel cu obiectivele republicanilor radicali, i-au combătut agresiv pe tema prohibiției. Mai târziu, au devenit cunoscuți ca „Stalwarts⁠(d)”.
În timpul războiului, radicalii s-au opus republicanilor moderați⁠(d) (în frunte cu președintele Abraham Lincoln) și Partidului Democrat. Radicalii s-au pus în fruntea eforturilor postbelice de a acorda drepturi civile foștilor sclavi și de a implementa pe deplin emanciparea. După ce măsurile nereușite din 1866 au dus la violențe împotriva foștilor sclavi în fostele state rebele, radicalii au promovat al paisprezecelea amendament în Congres pentru protecția prin lege a drepturilor acestora. Ei s-au opus față de a permite foștilor politicieni și veteranilor militari confederați să preia puterea politică în Sudul SUA și au pus accent pe egalitate, drepturi civile și drept de vot pentru sclavii eliberați⁠(d) în timpul sau după războiul civil prin Proclamația de emancipare și prin al treisprezecelea amendament.
În timpul războiului, radicalii s-au opus alegerii generalului George B. McClellan de către Lincoln pentru funcția de comandament suprem al marii Armate a Potomacului⁠(d) din est și eforturilor lui Lincoln din 1864 de a aduce statele secesioniste din Sud înapoi în Uniune cât mai repede și mai ușor posibil. Lincoln l-a recunoscut mai târziu pe McClellan ca fiind nepotrivit funcției și l-a demis. Radicalii au încercat să treacă propriul lor plan de reconstrucție⁠(d) prin Congres în 1864. Lincoln s-a opus prin veto, deoarece el își aplica propria politică prin puterea sa de comandant militar suprem. Lincoln a fost asasinat în aprilie 1865. Radicalii au cerut abolirea sclaviei fără despăgubire, în timp ce Lincoln dorea în schimb să imite parțial abolirea sclaviei de către Imperiul Britanic, compensând financiar foștii proprietari de sclavi care rămăseseră loiali Uniunii. Radicalii, în frunte cu Thaddeus Stevens, s-au luptat aprig cu succesorul lui Lincoln, Andrew Johnson. După ce Johnson a respins diverse legi ale Congresului care favorizau cetățenia pentru sclavii eliberați, o Reconstrucție mult mai dură pentru Sudul învins și alte proiecte de legi pe care le considera neconstituționale, radicalii au încercat să-l înlăture din funcție prin impeachment⁠(d), care a fost respins la un singur vot în 1868⁠(d).

## Coaliția radicală

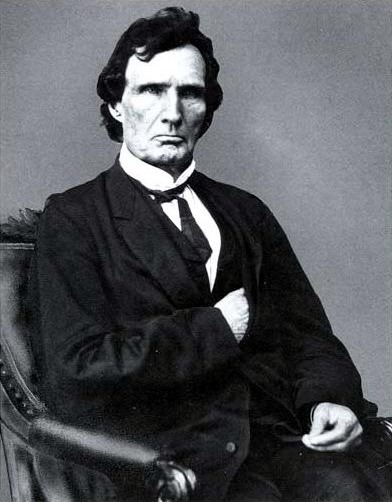
Congressmanul SUA Thaddeus Stevens

Radicalii erau puternic influențați de idealurile religioase, și mulți erau reformatori protestanți care considerau sclavia un rău, și Războiul Civil pedeapsa lui Dumnezeu pentru sclavie.:1ff.Termenul „radical” era folosit curent în mișcarea anti-sclavie dinainte de Războiul Civil, cu referire nu neapărat la aboliționiști, ci în special la politicienii din Nord care se opuneau viguros Puterii Sclaviei. Mulți din ei, poate chiar majoritatea, fuseseră Whig, cum ar fi William H. Seward, un important candidat la președinție în 1860 și secretar de stat al lui Lincoln, Thaddeus Stevens din Pennsylvania, precum și Horace Greeley, redactor la New-York Tribune, principalul ziar al radicalilor. A existat mișcare în ambele direcții: unii dintre radicalii dinainte de război (cum ar fi Seward) s-au moderat pe timpul războiului, în timp ce unii moderați dinainte de război s-au radicalizat. Unii radicali din timpul războiului fuseseră democrați înainte de război, luând adesea poziții pro-sclavie. Printre aceștia s-au numărat John A. Logan⁠(d) din Illinois, Edwin Stanton din Ohio, Benjamin Butler⁠(d) din Massachusetts, Ulysses S. Grant din Illinois și vicepreședintele Johnson; Johnson avea să se rupă de radicali după ce a devenit președinte.
Radicalii au devenit majoritari în Congres la alegerile din 1866, după ce mai multe episoade de violență i-au determinat pe mulți să concluzioneze că politicile mai moderate de reconstrucție ale președintelui Johnson nu sunt suficiente. Asemenea episoade au fost răscoala din New Orleans⁠(d) și răscoalele din Memphis din 1866⁠(d). Într-un pamflet adresat alegătorilor de culoare în 1867, Comitetul Congresului Republican al Uniunii a declarat:
„Cuvântul „radical”, aplicat partidelor politice și politicienilor ... înseamnă cineva care este în favoarea mersului la rădăcina problemei; care se manifestă din suflet; care dorește ca sclavia să fie abolită, ca orice incapacitate legată de ea să fie spulberată.”
Radicalii nu au fost niciodată organizați oficial, iar grupul primea și pierdea membri frecvent. Cel mai de succes și mai sistematic lider al lor a fost congresmanul din Pennsylvania Thaddeus Stevens în Camera Reprezentanților. Democrații s-au opus puternic radicalilor, dar ei erau, în general, o minoritate slabă în politică până când au preluat controlul Camerei la alegerile pentru Congres din 1874⁠(d). Facțiunile republicane „moderată⁠(d)” și „conservatoare⁠(d)” se opuneau de obicei radicalilor, dar nu erau bine organizate. Lincoln a încercat să construiască o coaliție cu mai multe facțiuni, inclusiv radicali, „conservatori”, „moderați” și democrați ai războiului, deoarece, deși radicalii i se opuneau adesea, nu i-a ostracizat niciodată. Andrew Johnson era considerat a fi un radical când a devenit președinte în 1865, dar el a devenit în curând adversarul lor principal. Cu toate acestea, Johnson nu a putut forma o rețea de sprijin coerentă. În cele din urmă, în 1872, liberal-republicanii⁠(d), care doreau o întoarcere la republicanismul clasic, au condus o campanie prezidențială și au câștigat sprijinul Partidului Democrat pentru candidatul lor. Ei au susținut că Grant și radicalii sunt corupți și că au impus Reconstrucția mult prea mult timp în Sud. Ei au fost înfrânți covârșitor la alegerile din 1872 și s-au prăbușit ca mișcare.
Pe problemele care nu priveau desființarea Confederației, eradicarea sclaviei și drepturile sclavilor eliberați, radicalii au luat poziții pe tot spectrul politic. De exemplu, radicalii care fuseseră înainte Whig susțineau în general taxe vamale mari, iar foștii democrați se opuneau acestora. Unii erau pentru o monedă forte fără inflație, în timp ce alții erau pentru o monedă mai slabă, cu inflație. Argumentul, comun în anii 1930, că radicalii ar fi fost motivați în primul rând de dorința de a promova egoist interesele mediului de afaceri din nord-est, a fost rareori argumentat de istorici timp de o jumătate de secol. În problemele de politică externă, radicalii și moderații, în general, nu au luat poziții distincte.

## În timpul războiului

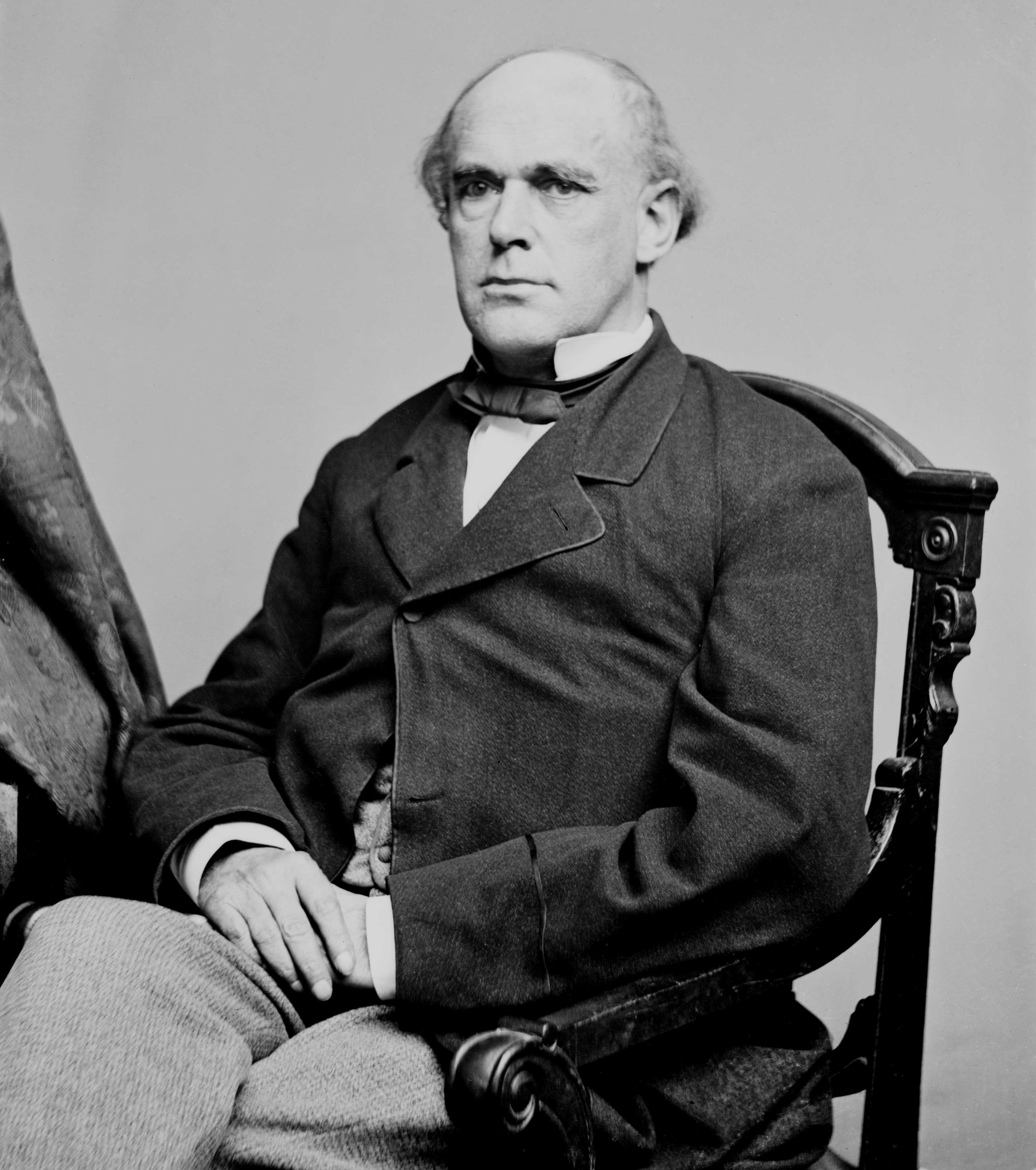
Salmon P. Chase, secretarul Trezoreriei în timpul lui Lincoln

După alegerile din 1860, republicanii moderați au ajuns să domine Congresul. Republicanii radicali îl criticau adesea pe Lincoln, despre care credeau că se mișcă prea încet pentru eliberarea sclavilor și pentru sprijinirea egalității lor legale. Lincoln a adus toate facțiunile în cabinetul său, inclusiv radicali precum Salmon P. Chase (ca secretar al Trezoreriei⁠(d)), pe care i-a numit mai târziu drept președinte al Curții Supreme, James Speed⁠(d) (procuror general) și Edwin M. Stanton (secretar de război). Lincoln a numit mulți republicani radicali, cum ar fi jurnalistul James Shepherd Pike⁠(d), în posturi diplomatice cheie. Supărați pe Lincoln, în 1864 unii radicali au format pentru scurt timp un partid politic numit Partidul Democrației Radicale⁠(d), cu John C. Frémont drept candidat la președinte, până când Frémont s-a retras. Un important republican care se opunea radicalilor a fost Henry Jarvis Raymond. Raymond era redactor la The New York Times, dar și președinte al Comitetului Național Republican. În Congres, cei mai influenți republicani radicali au fost senatorul federal Charles Sumner și reprezentantul Thaddeus Stevens. Ei s-au plasat în fruntea revendicărilor pentru un război care să pună capăt sclaviei.

## Politica de reconstrucție

### Opoziția față de Lincoln

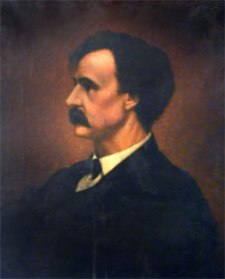
, unul dintre autorii, care se opunea planului de reconstrucție „” al lui Lincoln

Republicanii radicali s-au opus termenilor stabiliți de Lincoln pentru reunificarea Statelor Unite în timpul Reconstrucției (1863), termeni pe care îi considerat prea indulgenți. Ei au propus un „jurământ de fier⁠(d)” care ar fi împiedicat pe orice persoană care susținuse Confederația să mai voteze la alegeri în Sud, dar Lincoln a blocat propunerea și, odată ce radicalii au adoptat legea Wade–Davis⁠(d) în 1864, Lincoln a refuzat să o promulge. Radicalii au cerut o desfășurare mai agresivă a războiului, o desființare mai rapidă a sclaviei și distrugerea totală a Confederației. După război, radicalii controlau Comitetul mixt pentru reconstrucție⁠(d).

### Opoziția față de Johnson
După asasinarea lui Lincoln, vicepreședintele Andrew Johnson, democrat al războiului, a devenit președinte. Deși la început el părea a fi un radical, el s-a distanțat de acest curent, iar radicalii și Johnson s-au luptat cu ferocitate. Johnson s-a dovedit a fi un politician slab, iar aliații lui au pierdut considerabil la alegerile din 1866 din Nord⁠(d). Radicalii aveau acum controlul deplin asupra Congresului și puteau trece peste vetourile lui Johnson.

### Controlul asupra Congresului
După alegerile din 1866⁠(d), radicalii au ajuns să controleze Congresul. Johnson a respins 21 de proiecte de lege adoptate de Congres în timpul mandatului său, dar radicalii au trecut peste vetoul lui în 15 cazuri, inclusiv pentru Legea drepturilor civile din 1866⁠(d) și patru legi ale Reconstrucției⁠(d), care au rescris legile electorale din Sud și le-au permis negrilor să voteze, interzicând în același timp foștilor ofițeri ai Armatei Confederate să ocupe funcții oficiale. Ca urmare a alegerilor din 1867–1868, sclavi eliberați și emancipați, în coaliție cu carpetbaggers⁠(d) (nordiști care se mutaseră recent în Sud) și Scalawags (sudiști albi care susțineau reconstrucția), au instaurat guverne republicane în 10 state din Sud (toate cu excepția Virginiei).

### Impeachmentul

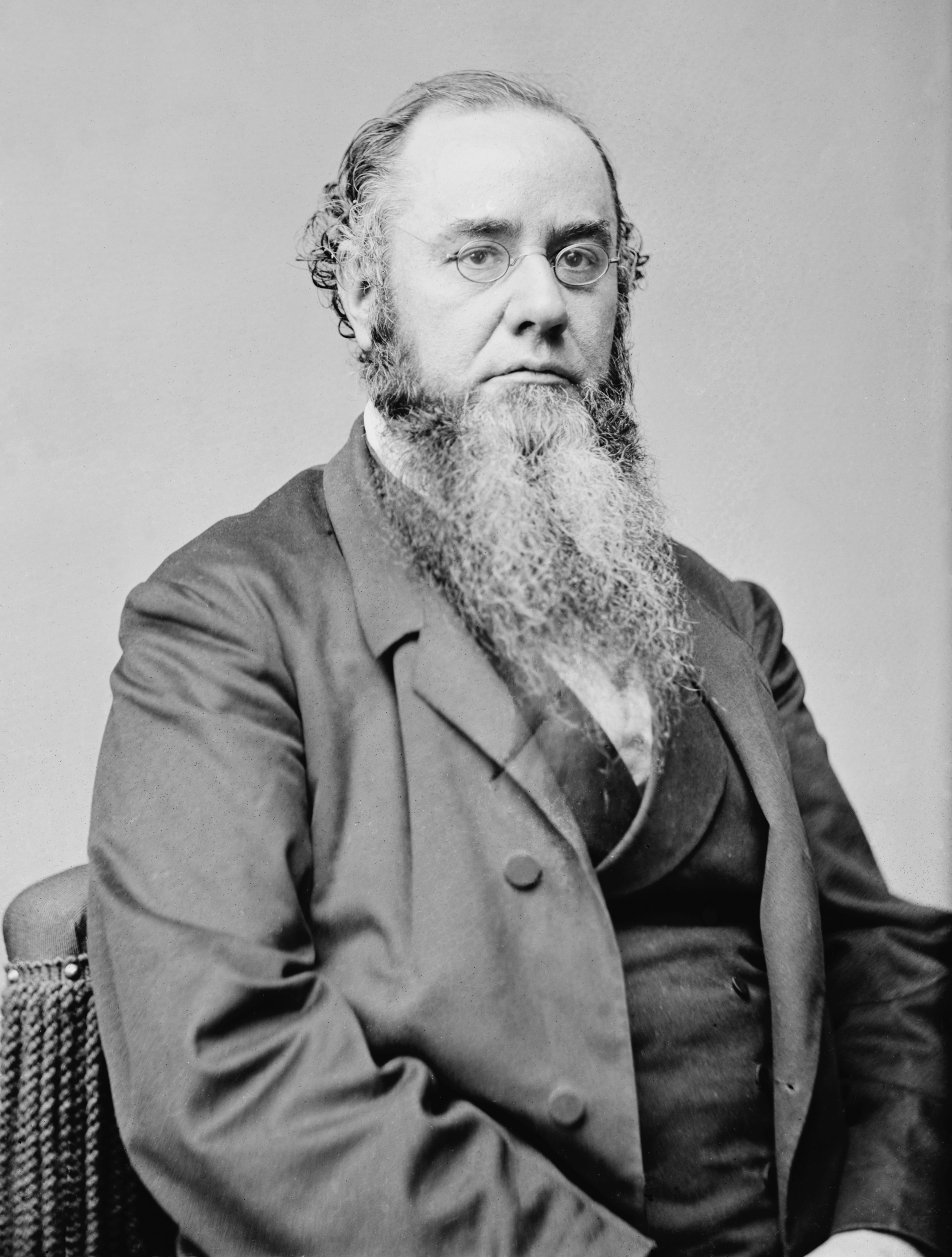
Edwin McMasters Stanton, secretarul de război al lui Lincoln, pe care Johnson a încercat să-l înlăture din funcție

Planul radicalilor era să-l îndepărteze pe Johnson din funcție, dar primul efort la procesul de destituire a președintelui Johnson nu a dus nicăieri. După ce Johnson a încălcat Legea Titularizării în Funcții⁠(d) demițându-l pe secretarul de Război Edwin M. Stanton, Camera Reprezentanților a votat 126–47 pentru demiterea președintelui, dar Senatul l-a achitat în 1868 în trei tururi terminate cu 35–19 în favoarea demiterii, nereușind să ajungă pragul necesar pentru demitere, de 36 de voturi; până atunci, însă, Johnson își pierduse cea mai mare parte din putere.

### Sprijinul pentru Grant
Generalul Ulysses S. Grant fusese responsabil de armată sub președintele Johnson în 1865–1868, dar Grant a aplicat în general agenda radicală. Radicalii de frunte din Congres erau Thaddeus Stevens în Cameră și Charles Sumner în Senat. Grant a fost ales președinte din partea republicanilor în 1868⁠(d) și, după alegeri, a fost în general de partea radicalilor în politicile de reconstrucție, promulgând Legea drepturilor civile din 1871⁠(d).
Republicanii s-au divizat în 1872⁠(d) pe tema realegerii lui Grant, liberal-republicanii⁠(d), inclusiv Sumner, opunându-se lui Grant cu un nou partid. Liberalii au suferit o înfrângere grea, dar economia a intrat apoi într-o criză în 1873, iar în 1874 democrații au revenit la putere și au pus capăt dominației radicalilor.
Radicalii au încercat să protejeze noua coaliție, dar, sub intimidări și violențe ale simpatizanților fostei Confederații, rând pe rând statele din Sud au votat să îi înlăture pe republicani de la putere, până când în 1876 mai rămăseseră doar trei state (Louisiana, Florida și Carolina de Sud), unde Armata încă îi proteja. Alegerile prezidențiale din 1876⁠(d) au fost atât de strânse încât au fost decise în acele trei state, în ciuda fraudelor masive și ilegalităților de ambele părți. Compromisul din 1877⁠(d) a însemnat alegerea unui republican ca președinte și retragerea trupelor. Republicanul Rutherford B. Hayes a retras trupele și regimurile republicane de la nivelul statelor s-au prăbușit imediat, aducând în Sud decenii întregi de regimuri cu partid unic.

## Reconstrucția Sudului

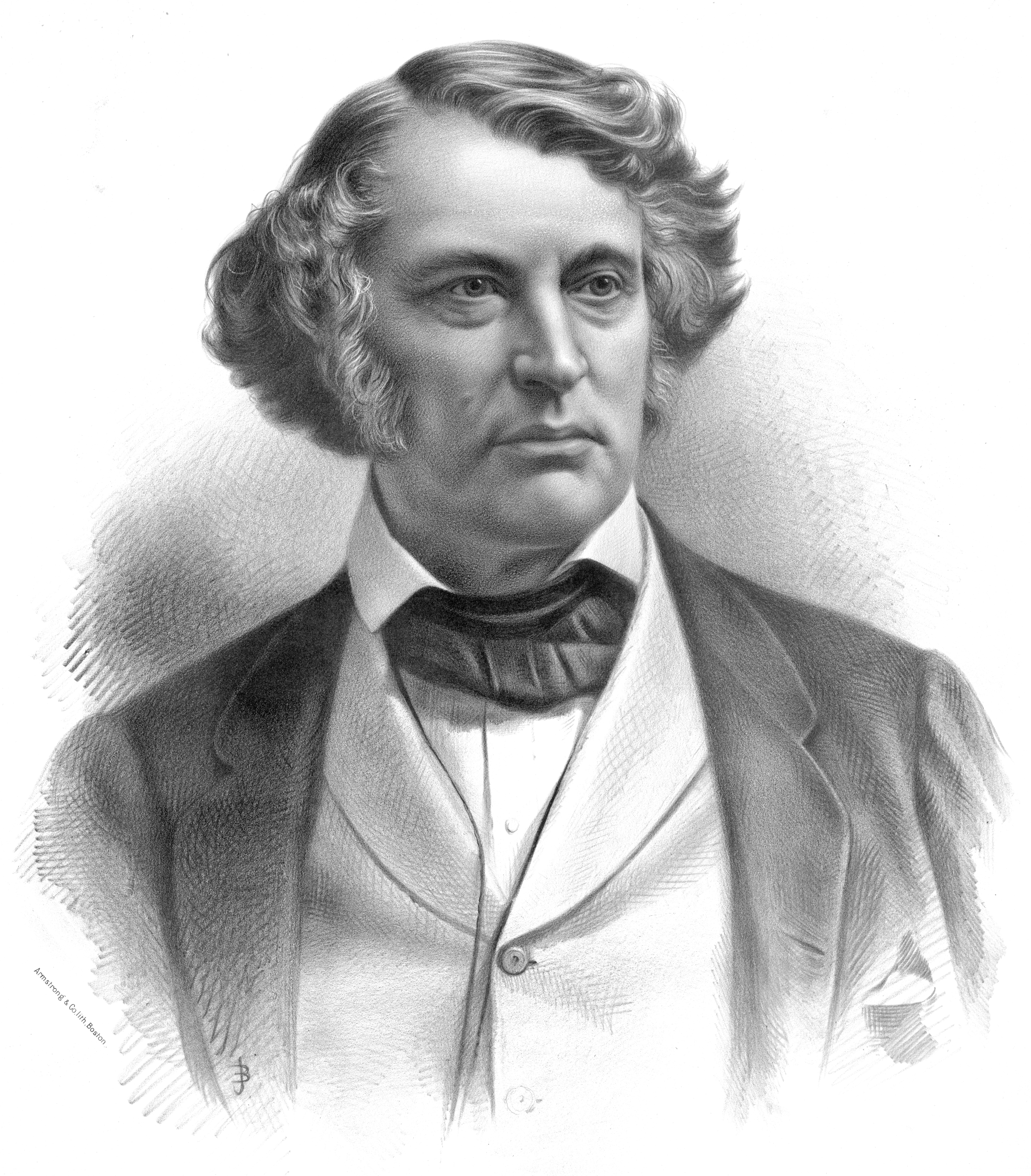
Senatorul american Charles Sumner

În 1865, republicanii radicali au preluat tot mai mult controlul, în frunte cu Sumner și Stevens. Ei au cerut măsuri mai dure în Sud, mai multă protecție pentru sclavii eliberați și mai multe garanții că naționalismul confederat este eliminat. După asasinarea lui Lincoln în 1865, Andrew Johnson, un fost democrat al războiului, a devenit președinte.
Radicalii admirau la început discursul dur al lui Johnson. Când i-au descoperit ambivalența cu privire la problemele cheie prin veto-ul său față de Legea drepturilor civile din 1866⁠(d), s-au văzut nevoiți să treacă peste vetoul lui. Aceasta a fost prima dată când Congresul a trecut peste vetoul unui președinte într-un proiect de lege important. Legea drepturilor civile din 1866 îi declara pe afro-americani cetățeni ai Statelor Unite, interzicea discriminarea împotriva lor și urma să fie pusă în aplicare în instanțele federale. Al paisprezecelea amendament la Constituția SUA din 1868 (cu Clauza protecției egale⁠(d)) a fost opera unei coaliții formate atât din republicani moderați, cât și din republicani radicali.

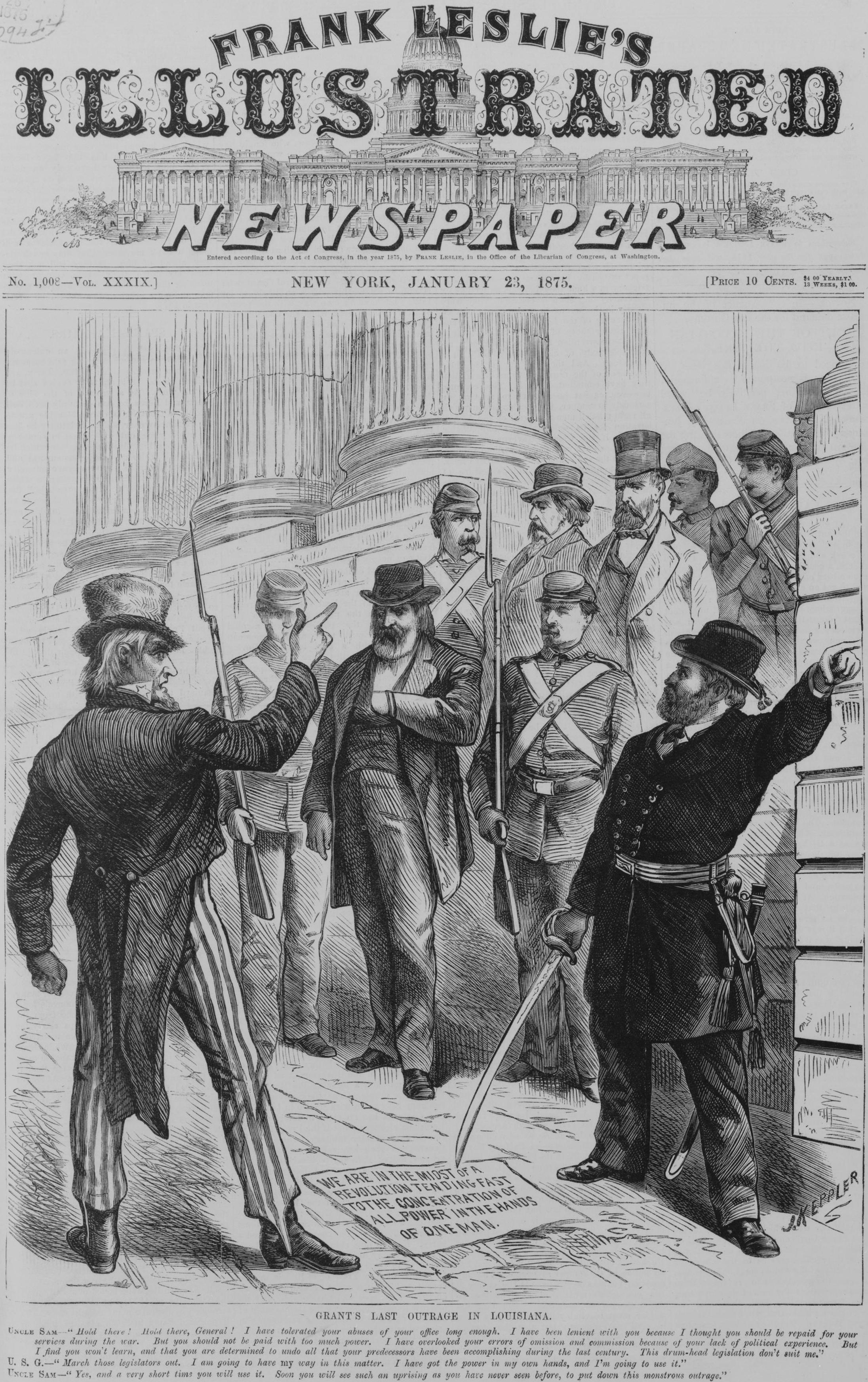
Desen intitulat „Ultima revoltă a lui Grant în Louisiana” în Frank Leslie's Illustrated Newspaper din

Până în 1866, republicanii radicali au susținut drepturile civile federale pentru sclavii eliberați, cărora Johnson s-a opus. Până în 1867, ei au definit condițiile pentru dreptul de vot al sclavilor eliberați și au limitat la început dreptul la vot al multor foști confederați. În timp ce Johnson se opunea republicanilor radicali în unele chestiuni, alegerile decisive pentru Congres din 1866⁠(d) le-au oferit radicalilor suficiente voturi pentru a-și adopta legislația împotriva vetourilor lui Johnson. Prin alegerile din Sud, foștii deținători de funcții confederați au fost treptat înlocuiți cu o coaliție de sclavi eliberați, albi din Sud (numiți în mod peiorativ scalawags) și nordiști care s-au relocat în Sud (numiți în mod peiorativ carpetbaggers⁠(d)). Republicanii radicali au reușit în eforturile lor de impeachment al președintelui Johnson în Cameră, dar nu au reușit din cauza unui singur vot în Senat să-l înlăture din funcție.
Radicalilor li se opuneau foștii proprietari de sclavi și alb-supremațiștii din statele rebele. Radicalii au fost vizați de Ku Klux Klan, care a împușcat un congresman radical din Arkansas, James M. Hinds⁠(d).
Republicanii radicali au condus Reconstrucția Sudului. Toate facțiunile republicane l-au susținut pe Ulysses Grant pentru președinte în 1868. Odată ajuns în funcție, Grant l-a forțat pe Sumner să părăsească partidul și a folosit puterea federală pentru a încerca să destructureze organizația Ku Klux Klan. Insurgenții și răscoalele comunitare au continuat însă hărțuirea și violențele împotriva afro-americanilor și aliaților lor până la începutul secolului al XX-lea. La alegerile prezidențiale din 1872⁠(d), liberal-republicanii⁠(d) au crezut că Reconstrucția a reușit și că ar trebui să se încheie. Mulți moderati s-au alăturat cauzei lor, precum și liderul republican radical Charles Sumner. Ei l-au nominalizat pe editorul New-York Tribune, Horace Greeley, care a fost nominalizat și de democrați, Grant a fost reales cu ușurință.

## Sfârșitul Reconstrucției
Până în 1872, radicalii erau din ce în ce mai divizați, iar la alegerile pentru Congres din 1874⁠(d), democrații au preluat controlul legislativului federal. Mulți foști radicali s-au alăturat fracțiunii „Stalwart⁠(d)” a Partidului Republican, în timp ce mulți oponenți s-au alăturat grupului „Half-Breeds⁠(d)”, care aveau abordări diferite doar în ce privește clientelismul, dar nu aveau divergențe politice.
Stat după stat din Sud, așa-numita mișcare a Redeemerilor⁠(d) a preluat controlul de la republicani până când în 1876 au rămas doar trei state republicane: Carolina de Sud, Florida și Louisiana. În aprig disputatele alegeri prezidențiale din 1876 din SUA⁠(d), candidatul republican la președinție Rutherford B. Hayes a fost declarat câștigător în urma Compromisului din 1877⁠(d) (înțelegere acuzată de a fi târg corupt⁠(d)): a obținut voturile electorale ale acelor state și, odată cu ele, președinția, angajându-se în schimb să retragă trupele federale din acele state. Lipsită de sprijin militar, Reconstrucția a luat sfârșit. „Redeemerii” au preluat puterea și în aceste state. Pe măsură ce democrații albi dominau acum toate legislativele statelor din Sud, a început perioada legilor Jim Crow, iar drepturile negrilor au fost retrase progresiv. Această perioadă avea să dureze peste 80 de ani, până la Mișcarea pentru Drepturile Civile⁠(d).

## Istoriografia
Imediat după Războiul Civil și Reconstrucție, au avut loc noi lupte intelectuale pe marginea construcției memoriei și semnificației evenimentelor istorice. Primii istorici care au studiat Reconstrucția și participarea republicanilor radicali la ea au fost membrii Școlii Dunning⁠(d), în frunte cu William Archibald Dunning⁠(d) și John W. Burgess⁠(d). Școala Dunning, centrată în Universitatea Columbia la începutul secolului al XX-lea, îi considera pe radicali ca fiind motivați de o ură irațională față de Confederație și de o poftă de putere în detrimentul reconcilierii naționale. Potrivit istoricilor Școlii Dunning, republicanii radicali ar fi anulat câștigurile pe care Abraham Lincoln și Andrew Johnson le-au obținut în reintegrarea Sudului, au format guverne corupte formate din carpetbaggers⁠(d) din Nord și Scalawags din Sud în fostele state Confederate și, pentru a le crește puterea, au aruncat cu drepturi politice asupra sclavilor proaspăt eliberați despre care școala Dunning considera că nu erau pregătiți ori capabili să le folosească. Pentru Școala Dunning, republicanii radicali au făcut din Reconstrucție o epocă întunecată care s-a încheiat doar atunci când albii din Sud s-au ridicat și au restabilit o „autonomie” liberă de influența nordică, republicană și a negrilor.
În anii 1930, abordările orientate spre Dunning au fost respinse de istoricii autoproclamat „revizioniști”, conduși de Howard K. Beale⁠(d) împreună cu WEB DuBois⁠(d), William B. Hesseltine⁠(d), C. Vann Woodward⁠(d) și T. Harry Williams⁠(d). Ei au moderat criticile pentru corupție și au subliniat că și democrații din Nord erau corupți. Beale și Woodward au promotori de frunte ai egalității rasiale și au reevaluat epoca în termeni de conflict economic regional. Și ei erau ostili față de radicali, considerându-i oportuniști economici. Ei au susținut că, în afară de câțiva idealiști, majoritatea radicalilor nu erau interesați de soarta negrilor sau a Sudului în ansamblu. Mai degrabă, scopul principal al radicalilor a fost să protejeze și să promoveze capitalismul nordist, care era amenințat de Vest în Congres; dacă democrații preluau controlul asupra Sudului și se alăturau Vestului, credeau ei, interesele de afaceri din nord-est ar avea de suferit. Ei nu aveau încredere în nimeni din Sud, cu excepția celor care se asociaseră lor prin mită și tranzacții feroviare. De exemplu, Beale a susținut că radicalii din Congres au pus statele din Sud sub control republican doar pentru a-și obține voturile în Congres pentru creșterea taxelor vamale protecționiste.
Rolul republicanilor radicali în crearea sistemelor școlare publice, a instituțiilor caritabile și a altor infrastructuri sociale în Sud a fost minimalizat de către istoricii din Școala Dunning. Începând cu anii 1950, impactul cruciadei morale a mișcării pentru drepturile civile⁠(d) i-a determinat pe istorici să reevalueze rolul republicanilor radicali în timpul Reconstrucției, iar reputația lor s-a îmbunătățit. Acești istorici, denumiți uneori neoaboliționiști⁠(d) pentru că reflectau și admirau valorile aboliționiștilor din secolul al XIX-lea, au susținut că progresul promovat de republicanii radicali în domeniul drepturilor civile și dreptului de vot pentru afro-americani după emancipare a fost mai semnificativ decât corupția financiară de care erau afectați. Ei au subliniat și rolul central și activ jucat de afro-americani în a-și căuta educația (atât individual, cât și prin crearea de sisteme școlare publice) și dorința lor de a dobândi pământ ca mijloc de auto-susținere.
Democrații au reluat puterea în Sud și au deținut-o timp de multe decenii, restricționându-i pe alegătorii afro-americani și demolându-le în mare măsură drepturile de vot de-a lungul anilor și deceniilor de după Reconstrucție. În 2004, Richardson a afirmat că republicanii din Nord ajunseseră să vadă majoritatea negrilor ca fiind potențial periculoși pentru economie, deoarece s-ar putea dovedi a fi radicali ai mișcării muncitorești, în tradiția Comunei din Paris din 1871 sau a marii greve feroviare din 1877⁠(d) și a altor greve americane violente din anii 1870. Între timp, nordiștilor le-a devenit clar că Sudul alb nu avea vreo înclinație spre a se răzbuna sau a restabili Confederația. Majoritatea republicanilor care se simțeau astfel au devenit adversari ai lui Grant și au intrat în tabăra liberal-republicană în 1872.

### Republicani radicali notabili
- Amos Tappan Akerman⁠(d): procuror general sub administrația Grant care a anchetat viguros Ku Klux Klan în Sud în conformitate cu Legile de executare⁠(d)
- Adelbert Ames⁠(d): guvernator al statului Mississippi în anii 1868–1870 și 1874–1876
- James Mitchell Ashley⁠(d): congressman din Ohio[4]
- John Armor Bingham⁠(d): congressman din Ohio și principalul redactor al celui de al 14-lea amendament la Constituția Statelor Unite
- Austin Blair⁠(d): guvernator al statului Michigan în 1861–1865
- George Sewall Boutwell⁠(d): congressman din Massachusetts și secretar al Trezoreriei sub președintele Grant din 1869 până în 1873[4]
- William Gannaway Brownlow⁠(d): editor al partidului Whig din Knoxville, guvernator și senator din Tennessee
- Rufus Bullock⁠(d): guvernator al Georgiei 1868-1871[14]
- Benjamin Butler⁠(d): politician-ofițer din Massachusetts, detestat de rebeli pentru restabilirea controlului aspra New Orleansului[4]
- Zachariah Chandler⁠(d): senator din Michigan și secretarul de interne sub președintele Grant[15]
- Salmon P. Chase: secretarul Trezoreriei sub președintele Lincoln și președintele Curții Supreme care a candidat nominalizarea democraților în 1868 ca moderat[4][15]
- Schuyler Colfax: Președintele Camerei Reprezentanților (1863–1869) și al 17-lea vicepreședinte al Statelor Unite (1869–1873). A fost numit „omul de stat creștin”.[3]:239ff. [4]
- John Conness⁠(d): senator din California
- John Creswell⁠(d): ales congressman în Camera Reprezentanților din partea Baltimore-ului în 1863 în timpul Războiul civil, Creswell a colaborat îndeaproape sub reprezentantul republican radical din Baltimore, Henry Winter Davis⁠(d) și a fost numit diriginte al Poștei Federale de către președintele Grant în 1869, având ample puteri de numiri în funcție; a numit mulți afro-americani în funcții poștale federale în fiecare stat al Statelor Unite
- Edmund J. Davis⁠(d): guvernator al Texasului în 1870-1874
- Henry Winter Davis⁠(d): congressman din Maryland[4]
- Charles Daniel Drake⁠(d): senator din Missouri
- Reuben Fenton⁠(d): guvernatorul New Yorkului în 1865-1868
- Thomas Clement Fletcher⁠(d): guvernator al statului Missouri în 1865-1869
- John C. Frémont: candidatul republican la președinție în 1856⁠(d)[16]
- James A. Garfield: lider al Camerei Reprezentanților, mai puțin radical decât alții și președinte în 1881
- Horace Greeley: fondatorul și editorul ziarului New-York Tribune, care a devenit cel mai radical ziar al vremii. La început, Greeley a susținut viguros Reconstrucția radicală, dar cu timpul a devenit dezamăgit de corupția asociată cu ea și s-a rupt de republicanii radicali pentru a candida pentru președinție din partea liberal-republicanilor împotriva lui Grant.
- Joshua Reed Giddings⁠(d): congressman din Ohio și fondator principal al Partidului Republican din Ohio[4]
- Ulysses S. Grant: președintele care a semnat Legea de executare și pe cea a drepturilor civile din 1875 în timp ce, ca general al armatei Statelor Unite, a susținut Reconstrucția radicală și drepturile civice pentru afro-americani.[17]
- Galusha A. Grow: congressman din Pennsylvania și președinte al Camerei 1861–1863[4]
- John Parker Hale⁠(d): senator din New Hampshire și unul dintre primii care a luat poziție împotriva sclaviei; un fost democrat care s-a despărțit de partidul lui din cauza sclaviei[15]
- Hannibal Hamlin: politician din Maine și vicepreședinte în timpul primului mandat al lui Lincoln[15]
- Friedrich Hecker⁠(d): lider al pașoptiștilor germano-americani
- James M. Hinds⁠(d): congresman din Arkansas, ucis de Ku Klux Klan în 1868
- William Woods Holden⁠(d): guvernator al Carolinei de Nord în 1868–1871
- Jacob M. Howard⁠(d): senator din Michigan[4]
- Timothy Otis Howe⁠(d): senator din Wisconsin
- Andrew Johnson: ca guvernator militar al lui Lincoln în Tennessee, a pus în aplicare multe politici radicale, dar, ca președinte după asasinarea lui Lincoln, a devenit principalul adversar al republicanilor radicali în Congres, datorită indulgenței Reconstrucției sale prezidențiale a Sudului.
- George Washington Julian⁠(d): congressman din Indiana și principalul redactor al celui de al 15-lea amendament la Constituția Statelor Unite[4]
- William Darrah Kelley⁠(d): reprezentant din Pennsylvania[4]
- Samuel J. Kirkwood⁠(d): senator din Iowa
- James H. Lane⁠(d): senator din Kansas și lider al mișcării aboliționiste Jayhawkers⁠(d)[4]
- John Alexander Logan⁠(d): senator din Illinois
- Owen Lovejoy⁠(d): congressman din Illinois[4]
- David Medlock, Jr.: membru al Camerei Reprezentanților din Texas pentru a 12-a Legislatură - 1870–1873 și a fost membru al Comitetului pentru Relații Federale.
- Oliver P. Morton⁠(d): guvernator al statului Indiana (1861-1867) și senator
- Franklin J. Moses, Jr.⁠(d): guvernator al Carolinei de Sud în 1872-1874
- Samuel Pomeroy⁠(d): senator din Kansas[4]
- Harrison Reed⁠(d): guvernator al Floridei în 1868-1873
- Samuel Shellabarger⁠(d): congressman din Ohio și principal redactor al Legii drepturilor civile din 1871[4]
- Rufus Paine Spalding⁠(d): congressman din Ohio care a avut un rol de conducere în dezbaterile din Congres pe tema Reconstrucției
- Edwin McMasters Stanton: secretar de război în timpul administrației Lincoln și Johnson
- Thaddeus Stevens: lider radical în Cameră; originar din Pennsylvania[4]
- Charles Sumner: senator din Massachusetts, lider dominant radical în Senat și specialist în afaceri externe care s-a distanțat de Grant în 1872[18]
- Albion W. Tourgée⁠(d): romancier [19]
- Lyman Trumbull⁠(d): senator din Illinois cu sentimente puternic anti-sclavie, dar altfel moderat[4]
- Daniel Phillips Upham⁠(d): politician-ofițer din Arkansas care a fost nemilos într-o campanie care a eliberat temporar Sudul de Ku Klux Klan
- Benjamin Franklin Wade⁠(d): senator din Ohio, era cel care ar fi devenit președinte dacă Johnson ar fi fost destituit[4]
- Henry Clay Warmoth⁠(d): guvernator al Louisianei în 1868–1872
- Elihu Benjamin Washburne: congressman din Illinois
- George Henry Williams⁠(d): senator din Oregon (1865-1871) și procuror general sub președintele Grant
- Henry Wilson: senator din Massachusetts, președintele Comitetului pentru afaceri militare din Senat în timpul Războiului Civil și vicepreședinte sub Grant[15]
- James F. Wilson⁠(d): reprezentant din Iowa, președinte al Comisiei Juridice a Camerei în timpul impeachmentului președintelui Johnson și senator de Iowa
- Richard Yates⁠(d): guvernator al statului Illinois în 1861–1865 și senator[20]